# Bucculatrix eremospora
Bucculatrix eremospora är en fjärilsart som beskrevs av Edward Meyrick 1936. Bucculatrix eremospora ingår i släktet Bucculatrix och familjen kronmalar. Inga underarter finns listade i Catalogue of Life.